# Jacob Waller
Jacob Waller  (Utrecht, 14 oktober 1848 – Houten, 23 maart 1926) was een Nederlands burgemeester. 

## Loopbaan
Jacob Waller was burgemeester van Houten tussen 20 mei 1877 en 18 mei 1925. Hij is met 48 jaar de langstzittende burgemeester die Houten heeft gekend. 
Waller was eerst burgemeester van Koudekerk aan den Rijn, voordat hij burgemeester van Houten werd. Bij zijn aantreden liet hij een modern en markant huis bouwen. Het huis kreeg de naam De Grund en stond buiten het dorp langs de doorgaande weg van Utrecht naar Schalkwijk (thans De Poort geheten). Hij blijft hier tot aan zijn dood wonen.
40 jaar lang was hij ook gemeentesecretaris en de enige werknemer van het  gemeentehuis. Pas in 1917 werd er een gemeentesecretaris (L.A.H. de Ruijter) aangesteld. Hiervoor werd het gemeentehuis met één verdieping uitgebreid. Tijdens zijn ambtsperiode voerde hij het openbare groen in, zodat de gemeente op sommige plaatsen een mooi aanzien kreeg. In 1893 regelde hij de huidige torenspits op de  kerk aan de Brink. Waller was burgemeester op het moment dat de  Koninklijke trein met  Koningin Wilhelmina in 1917 ontspoorde.

## Ontslag
Op 4 mei 1925 dient burgemeester Waller plotseling zijn ontslag in bij de Koningin. Hij verzoekt om per 18 mei te mogen worden ontslagen, in verband met zijn gevorderde leeftijd. Op 23 maart 1926 overlijdt Jacob Waller in zijn woning ‘de Grund’. Waller was getrouwd met Mary Watkins uit Wales. Zijn vrouw was anderhalf jaar ouder en stierf een half jaar na hem in Amerongen. Beiden liggen begraven op de Algemene Begraafplaats aan de Ireneweg in Houten.
De weg die hij 48 jaar aflegde tussen zijn huis en het gemeentehuis draagt sinds 1925 zijn naam: burgemeester Wallerweg